# Ehemalige Infanteriekaserne (Darmstadt)
Die ehemalige Infanteriekaserne ist ein Bauwerk in Darmstadt.

## Architektur und Geschichte
Die ehemalige Infanteriekaserne wurde in den Jahren 1829/30 nach Plänen des Architekten Franz Heger erbaut. Heger war ein Mitarbeiter Georg Mollers.
Erhalten geblieben ist der dreibogige Durchgang; ein Palladio-Motiv der Renaissance. Die symmetrisch, beidseitig vorspringenden Gebäudeteile waren ursprünglich viergeschossig und gliederten das lange Bauwerk vertikal. Die Straßenfront mit der Putzfassade wird durch 13 Fensterachsen unterteilt. Aus der Entstehungszeit des Gebäudes stammen auch die gekuppelte Rundbogenfenster, Gurtgesimse und das sichtbare Bruchsteinmauerwerk.
Bei Luftangriffen im Zweiten Weltkrieg brannte der Dachstuhl aus. 
In der Nachkriegszeit wurde das Gebäude wiederaufgebaut. Das Dach wurde als flaches Satteldach mit gleichmäßiger Traufhöhe neu aufgebaut.

## Denkmalschutz
Aus architektonischen und stadtgeschichtlichen Gründen ist die ehemalige Infanteriekaserne ein Kulturdenkmal.

## Die ehemalige Infanteriekaserne heute
Heute beherbergt der ehemalige Infanteriekaserne Institute der Technischen Universität Darmstadt.